# Структуры магматических пород
Структуры магматических пород определяются через совокупность черт их строения, обусловленных кристалличностью, размерами, количеством, формой и взаимоотношением образующих их компонент. Исторически сложилось, некоторые из них определены также через состав породообразующих компонент.  Структуры магматитов специфичны и отличаются от таковых, присущих горным породам иного генезиса.

## Типы структур магматических пород

### Структуры пород по кристалличности
Главным фактором, определяющим структуру магматической породы, является скорость охлаждения и затвердевания магмы. При медленном остывании наблюдаются наиболее благоприятные условия для более или менее равномерной кристаллизации из расплава наибольшего количества фаз. При быстром — магма кристаллизуется неравномерно; при этом часть расплавленного материала может затвердеть в некристаллическом (аморфном) состоянии в виде стёкол. В связи с этим, по степени раскристаллизации вещества (кристалличности) выделяют полнокристаллические, неполнокристаллические и стекловатые структуры. Полнокристаллические структуры типичны для пород, сформировавшихся на значительных глубинах (плутониты), последние — для тех, что затвердели вблизи или на поверхности (субвулканиты и вулканиты). Кристалличность магматических пород лежит в основе их классификации.

### Структуры пород по величине кристаллов
По усредненной величине отдельных кристаллов среди полнокристаллических пород различают: гигантокристаллические (1-2 см и более); крупнокристаллические (более 5 мм); среднекристаллические (1-5 мм); мелкокристаллические (кристаллы заметны невооруженным глазом); микрокристаллические (кристаллы видны под микроскопом) и скрытокристаллические (под микроскопом обнаруживается только кристалличность, а отдельные зерна неразличимы). Кроме того, разделяют равномернозернистые и неравномернозернистые разновидности.

### Структуры пород по форме и взаимоотношениям составных частей

#### Структуры полнокристаллических (интрузивных) пород
Выделяют 3 основных типа таких структур: аллотриоморфные, панидиоморфные и гипидиоморфные. Критерием выделения является идиоморфизм кристаллов, слагающих породу.
| Аллотриоморфная — кристы породообразующих минералов субизометричные и аллотриоморфные (не обладающие характерными кристаллографическими формами). Порядок идиоморфизма не устанавливается. |
| - Аплитовая — кристы породообразующих полевых шпатов и кварца субизометричные и аллотриоморфные. Характерна для аплитов. |
| Панидиоморфная — кристы одного, реже двух и более породообразующих минералов субизометричные и полигональные. Характерна в мономинеральных горных породах, таких как дуниты, ортопироксениты, горнблендиты и пр. |
| - Габбровая — кристы породообразующих основных плагиоклазов и клинопироксенов субизометричные и таблитчатые, имеют равные размеры и обладают примерно одинаковой степенью идиоморфизма. |
| Гипидиоморфная — характеризуется отчетливо наблюдаемым идиоморфизмом одних минералов по отношению к другим. |
| - Офитовая — выраженный идиоморфизм плагиоклаза, образующего беспорядочно расположенные лейсты, по отношению к цветному минералу (чаще всего авгиту), заполняющему интерстиции. Характерна для базитов. - Габбро-офитовая — кристы плагиоклаза и клинопироксена имеют примерно одинаковые размеры. - Пойкилоофитовая — крупные аллотриоморфные зерна клинопироксена содержат многожестов пойкилитовых лейст плагиоклаза                                                             |
| - Сидеронитовая — кристы порододообразующих оливинов, либо пироксенов гипидиоморфные, сцементированы ксеноморфным рудным минералом. Характерна для ультрабазитов и базитов. |
| - Монцонитовая — резкий идиоморфизм плагиоклаза по отношению к калиевому полевому шпату. Выделяются две разновидности. - Разновидность №1. Ксенокристы калиевого полевого шпата выполняют пространства между лейстами плагиоклазов, размеры и тех и других примерно одинаковы. - Разновидность №2. Крупные ксенокристы калиевого полевого шпата содержат включения удлиненных гипидиоморфных крист плагиоклаза. Идиоморфизм темноцветных минералов выше по отношению к плагиоклазу. |
| - Диоритовая — кристы порододообразующих роговой обманки и среднего плагиоклаза (зонального андезина) обычно удлиненные, либо призматические и обнаруживают примерно равную, либо переменную степень идиоморфизма |
| - Гранитная — «отчетливо устанавливается следующий порядок идиоморфизма: акцессорные минералы (сфен, циркон, апатит) → фемические минералы (роговая обманка, либо биотит, либо совместно) → кислый плагиоклаз → калиевый полевой шпат → кварц.» |
| - Кумулятивная — кристы порододообразующих оливина и/или клинопироксена идиоморфные, либо гипидиоморфные, кумулусные (хадакристы). Интерстиции выполнены ксенокристами (ойкокристы), либо тонкими агрегатами, сложенными одним или двумя и более минералами. |
| - Агпаитовая — кристы породообразующего нефелина идиоморфные (квадратной, прямоугольной и шестиугольной формой сечений), кристы калиевого полевого шпата гипидиоморфные, таблитчатые и призматические. Интерстиции заполняют ксенокристы клинопироксена. Характерна для щелочных пород (уртитов и нефелиновых сиенитов). |
| Структуры прорастания |

#### Структуры неполнокристаллических пород
- Микролитовые:
  - интерсертальная и толеитовая, андезитовая
  - трахитовая, пилотакситовая, ортофировая, фонолитовая, оцеллярная
- Скрытокристаллические:
  - фельзитовая, сферолитовая
  - вариолитовая

## Дополнительные материалы
Основные структуры лав и экструзий